# Jesse Sanders
Jesse Sanders (* 5. Juni 1989 in Sugar Land, Texas) ist ein US-amerikanischer Basketballspieler. Nach dem Studium in seinem Heimatland wurde Sanders professioneller Spieler in Europa, von wo er aus nach einem Jahr in der damaligen zweiten italienischen Liga Legadue für eine Saison in die australische NBL wechselte. 2014 kehrte er nach Europa zurück und spielt nach einem Jahr in Belgien seit 2015 in der deutschen Basketball-Bundesliga. Nach einer Saison für die Walter Tigers Tübingen spielte Sanders in der Basketball-Bundesliga 2016/17 für die BG Göttingen.

## Karriere
Sanders ging zum Studium an die Liberty University in Lynchburg (Virginia), wo er ab 2008 für die Hochschulmannschaft Flames in der Big South Conference der NCAA aktiv wurde. In Sanders’ aktiver Zeit mit den Flames reichte es nur zu einer Postseason-Teilnahme, als die Flames in seiner Freshman-Season 2009 die zweite Runde im CollegeInsider-Tournament (CIT) erreichten. Individuell konnte Sanders überzeugen und war 2012 der erste Spieler, der in allen vier College-Spielzeiten wenigstens einen Triple-Double erzielen konnte. 2011 wurde Sanders innerhalb seiner Conference als „Big South Player of the Year“ ausgezeichnet. In seiner gesamten Collegekarriere erzielte Sanders 1.235 Punkte und ist der Spieler mit den drittmeisten Einsätzen für die Flames sowie der Spieler mit den meisten Korbvorlagen. Mit seinen Leistungen konnte sich Sanders jedoch nicht für die am höchsten dotierte Profiliga NBA empfehlen und blieb im NBA-Draft 2012 unberücksichtigt.
Im Sommer 2012 unterschrieb Sanders schließlich seinen ersten professionellen Vertrag beim italienischen Zweitligisten Fileni Aurora Basket aus Jesi. In der Legadue verpasste die Mannschaft 2013 auf dem elften Platz den Einzug in die Play-offs um den Aufstieg in die höchste Spielklasse, wobei Sanders zweistellig punkten konnte mit gut zehn Punkten pro Spiel. Anschließend wechselte Sanders nach Australien und spielte für die Kings aus Sydney in der National Basketball League, an der aber auch Mannschaften aus Neuseeland teilnehmen. Nach nur einem Monat wurde Sanders bereits wieder freigestellt, nachdem der Klub einen weiteren Landsmann verpflichtet hatte. Nachdem jedoch ein weiterer Landsmann zum Ende der Saison die Mannschaft verlassen hatte, wurde Sanders im Februar 2014 noch einmal zurückgeholt und absolvierte weitere sechs Einsätze für die Kings, die jedoch knapp die Qualifikation für die Play-offs verpassten. Für die folgende Saison kehrte Sanders nach Europa zurück und spielte im belgischen Hasselt für die neu gegründete Mannschaft Limburg United, die bei ihrer Premiere in der Basketball League Belgium den vierten Hauptrundenplatz erreichte. In den Play-offs um die belgische Meisterschaft scheiterte die Mannschaft jedoch in der ersten Runde am früheren Serienmeister Spirou BC Charleroi.
Für die Basketball-Bundesliga 2015/16 wurde Sanders vom deutschen Erstligisten Walter Tigers aus Tübingen unter Vertrag genommen. Neben dem erfahrenen Bundesliga-Rückkehrer Jared Jordan sah Sanders dann jedoch auf seiner angestammten Position des Point Guards eher weniger Einsatzminuten. Die Tübinger konnten sich auf dem 14. Platz der Abschlusstabelle gegenüber der Vorsaison nicht verbessern und verpassten die Play-offs um die Meisterschaft deutlich. Zur folgenden Basketball-Bundesliga 2016/17 wechselte Sanders zum Tabellennachbarn aus Göttingen,.